# Gheorghe Șincai
Gheorghe Șincai, magyaros írásmóddal Sinkay György (Mezősámsond, 1754. február 28. – Petőszinye, 1816. november 2.) román történész, nyelvész, fordító, költő, az erdélyi iskola képviselője.

## Élete
Szabédon tanult az unitáriusoknál, 1766-tól Marosvásárhelyen a reformátusoknál, 1768-tól Kolozsváron a jezsuiták szemináriumában, majd 1772-től Besztercén a piaristáknál. 1773-tól egy éven át a balázsfalvi kolostorban tanított retorikát és poesist; ezután Major Gergely püspök Rómába küldte a propaganda collegiumba, ahol 1779-ig tanult és bölcseleti és teológiai doktor lett. Római tartózkodása alatt Borgia István bíboros barátságát annyira megnyerte, hogy minden római könyvtár nyitva állott előtte, sőt pápai engedelmet nyert minden tiltott könyv olvasására is. Hazájába visszatérése alkalmával 1779-ben Bécsbe érkezett, ahol egy évet a Szent Borbála szemináriumban töltött. Megismerkedett Samuil Micuval, Cornides Dániellel, Benkő Józseffel, de különösen gróf Hadik Andrással, a hadi kancellária elnökével; utóbbi 1764–68-ig főkormányszéki elnök volt Erdélyben és egész gyűjteményét rendelkezésére bocsátotta.
1780–82 közt Balázsfalvára tért vissza és 1782-ben átvette az ottani román iskolák igazgatását és hitoktató volt. Ez állásban II. József császár meghagyásából több iskolai könyvet adott ki. Tizenkét évig volt az erdélyi román iskolák igazgatója, illetőleg tanfelügyelője, amely hivatalától csak 1794-ben vált meg. Mint tanfelügyelő, körülbelül 300 román iskolát állított fel Erdélyben. Ő egyúttal Szent Balázs-rendi szerzetes és kanonok is volt. 1784-ben meghasonlott püspökével és elhagyta a rendet. Bolyongásai közben mint a francia forradalommal rokonszenvezőt 1794-ben letartóztatták; azonban csakhamar szabadlábra helyezték, de előbbi hivatalát nem nyerte vissza és így nevelői állást vállalt gróf Wass Dániel házában Cegén, ahol hat évig maradt; egyúttal jószágfelügyelői teendőket is végzett.
1803-ban bevégezvén nevelősködését a Wass-családnál, Nagyváradra került Darabant püspökhöz. Itt kedves baráti körbe jutott: Samuil Vulcan, Szilágyi S., Brán, Cornéli, Vitéz Farkas, Tertina kanonokok, tanárok a püspök környezetében. Ezzel egy időben dolgozott a két román fejedelemség történetén; érdekes adatokat e kör szolgáltatott a tudós történetíró számára. S csak három hónapig tartózkodott Nagyváradon. Itt írta Elégiáját, melyben élete viszontagságairól emlékezik meg.
1807 júniusában kinevezték Budára az egyetemi nyomdához a román könyvek javítójának. 1809-ben elhagyta Budát és megint a gróf Wass-családhoz költözött annak abaújmegyei birtokára; de 1811 februárjában elhagyta a grófi családot és Nagyváradra ment. Vulcan püspöknél szívesen látott vendég volt.
1812-ben újra megfordult Balázsfalván; magával vitte egy batyuban készülő munkáját. Egyes részeit már Budán adta ki (1807 és 1808) a román naptárban, és benyújtotta a cenzornak, aki azonban azt írta reá latinul: "Opus igne, author patibulo dignus" (A könyv tűzre, szerzője karóra érdemes).
Több nyelvet ismert: görög, latin, magyar, német, olasz és francia. 
Ő alapozta meg azt az elméletet, amely szerint a román nyelv a latinból származik. Mint történetíró ő volt az első védelmezője a román nép dák-római eredetelméletének. Részt vett a Supplex libellus Valachorum megírásában is.

## Művei
- Elementa linguae dacoromanae, sive valachicae. Composita ab Sam. Klein de Szád. Locupletata vero, et in hunc ordinem redacta a Georgio Gabriele Sinkai. Vindobonae, 1780.
- Prima principia latinae grammatices quae ad usum scholarum valachico-nationalium propter majorem incipientium puerorum facilitatem, adjecta valachica lingva, inhunc ordinem redegit ac typis ed. curavit. Balásfalvae, 1783
- Epistola … ad … Joannem de Lipszky … Mappae geographicae provinciarum ad S. Coronam Regni Hungariae pertinentium Elucubratorem. Budae, 1804. (Ajánlja, hogyan kell az oláh szókat latin betűkkel írni)
- Elementa linguae daco-romanae sive valachicae. Emendata, facilitata et in meliorem ordinem redacta. Uo. 1804 és 1805
- Chronika Rumãnilor sî amaî multor niamuti. Tom. I. Uo. 1844
- Cronica Romanilor Jászvásár 1853. (2. kiadás. Bukarest, 1886.) Három kötet (86–1739-ig. A rumunok és több nemzetek krónikája, a mennyiben úgy elvalának vegyülve a rumunokkal, hogy az egyikek dolgait, eseményeit és tetteit nem lehet a másikok nélkül értelmesen megírni. Sok ezer íróból harmincznégy év alatt összegyűjtve, a Jézus Krisztus születése utáni esztendők szerint megalkotva … Nyomatott azon kézirat szerint, a melyet Gica György moldvai fejedelem ő magassága szerzett volt.)

Több elemi iskolai tankönyvet is írt: ábécéskönyvet, nyelvtant, számtant és katekizmust. 